# Пјењск
Пјењск (пољ. Pieńsk) град је у Пољској у Војводству доњошлеском. По подацима из 2012. године број становника у месту је био 5964.

## Становништво
| 2012. |
| ----- |
| 5.964 |